# 劉子健 (學者)
劉子健（James T. C. Liu，1919年12月19日—1993年9月30日），旅美宋史學者。祖籍貴陽，生於上海，曾就讀於清華大學、燕京大學，師從洪業，於1948年赴美。獲得匹茲堡大學博士學位，20世紀50年代，研究重心轉向宋史。1960年，進入史丹佛大學任教。1965年，進入普林斯頓大學任教。劉子健是赴美專攻宋史的代表學者，也是宋史座談會的發起人之一，宋史座談會成立於1963年，此會為兩岸三地宋遼金元史學者互動，以及促進國際學人交流的重要管道。宋史座談會的特色在於講論主題多元，成員的治學背景亦相當廣泛，宋史學界公認劉子健為促進國際宋史交流的重要推手。，劉子健的主要專著有《歐陽修的治學與從政》、《中國轉向內在:兩宋之際的文化轉向》、《宋代中國的改革:王安石及其新政》、《兩宋史研究彙編》等。